# Carnaval de Vitória (Espírito Santo)
O Carnaval de Vitória é um evento cultural, que tem como seu ponto alto os desfiles de escolas de samba, realizados uma semana antes do Carnaval de São Paulo e Rio, na passarela do samba popularmente conhecida como Sambão do Povo, em Vitória. É também chamado de Carnaval do Espírito Santo ou Carnaval Capixaba, uma vez que nele participam várias escolas de Vila Velha, Cariacica, Serra e não apenas da capital, Vitória.

## História
O Carnaval de Vitória tem sua história de altos e baixos acompanhando, naturalmente, as condições econômicas e culturais. O surgimento das escolas de samba, no  Espírito Santo, começa com o desaparecimento das grandes sociedades e dos grupos musicais, por volta de 1929. A partir daí surgiram pequenos grupos chamados de batucadas, que apareceram em vários subúrbios.

### As Batucadas
No início da década de 1930, na subida dos morros da Piedade e da Fonte Grande, no final da rua 7 de Setembro no centro de Vitória, foram formadas duas batucadas rivais, a "Chapéu do Lado" e a "Mocidade da Fonte Grande". Daí para frente começaram a surgir várias batucadas, como a "Centenário", a "Santa Lúcia", a "Mocidade da Praia", a "Andaraí", a "Prazer das Morenas", a "Gurigica do Centro", a "Girassol", a "Estrela da Vila". Em 1948, o desfile passou a ser oficialmente organizado, surgindo a UBES (União das Batucadas do Espírito Santo). Reportagens da época citam que o número de batucadas chegou a 12. Elas só possuíam instrumento de corda e percussão, puxadas por um cavaquinho ou banjo. O interessante era que cada uma das organizações era dirigida por um líder, cuja família fazia parte, e as reuniões eram feitas em sua casa. Existiram também alguns blocos como o Caveira, o Vou Deixar Cair, entre outros.

### As escolas de samba
Tudo começou na década de 50, com o "Rominho da Fonte Grande", que trouxe o ritmo dos surdos e tamborins, organizando a "Unidos da Piedade" (a primeira escola de samba capixaba) com a maioria do pessoal da batucada "Chapéu de Lado".
Foi uma grande novidade naquele ano, com seu ritmo diferente e seu enredo apresentando-se com toda a pompa. As escolas desceram do morro para o asfalto, a princípio na Praça 11, com suas alegorias críticas. Mas, na ditadura de Getúlio, houve intervenção e sequer elas podiam ser registradas com o nome de Escola, a não ser acrescentando a expressão Grêmio Recreativo Escola de Samba.
Essa novidade trazida pela Unidos da Piedade, logo se espalhou, com o passar dos anos, pela Grande Vitória.  Durante as décadas de 1960 e 1970, o desfile cresceu e tomou o lugar das batucadas no protagonismo do Carnaval de Vitória. As batucadas foram desaparecendo ou se transformando em blocos ou escolas de samba. No início dos ano 80, o desfile passou a ser organizado pelo governo do estado do Espírito Santo, através da extinta Emcatur, empresa ligada ao turismo do estado. Em 1987, foi construído um local específico para os desfiles, chamado de sambódromo. Em Vitória ficou conhecido como Sambão do Povo,  o segundo do gênero a ser inaugurado no Brasil, apenas 3 anos depois da inauguração do Sambódromo do Rio de Janeiro. O Carnaval de Vitória chega ao seu auge, chegando a ser considerado por muitos o segundo melhor carnaval de escolas de samba do Brasil. Chegaram a existir cerca de 40 escolas de samba, reunidas em até 4 grupos distintos, e 3 ligas ou associações organizando o desfile simultaneamente.
Mas na década de 90 os desfiles foram interrompidos por problemas políticos e financeiros, além de perder várias escolas de toda Grande Vitória, como a União Jovem de Itacibá, a Mocidade Serrana, a banda Arco-Íris, a Pulo do Gato, a Santa Lúcia, a Mocidade da Praia, etc. As escolas restantes só retornaram no ano de 1998, mas sem competição. Em 2002, o desfile voltou a ser realizado no Sambão do Povo e a ser competitivo. A partir dai outras escolas foram voltando e novas escolas foram surgindo como a Tradição Serrana (Serra). Desde então várias modificações foram feitas, criando ou fundindo grupos, na tentativa de buscar a melhor forma de organização.

Em 2006, o desfile foi dividido em 2 grupos. que foram novamente fundidos em um só em 2009. Em 2011, foi criado novamente um grupo de acesso, permanecendo apenas as 10 primeiras colocadas no Grupo Especial. No carnaval de 2013, as cinco primeiras colocadas passaram a formar o "Grupo Especial A" para o Carnaval de 2014 e desfilaram no sábado, já as classificadas do 6º ao 9º estiveram no "Grupo Especial B", juntamente com a Campeã do acesso e desfilaram na sexta em 2014, e a 10ª classificada em 2013 foi rebaixada para o Grupo de Acesso, passando portanto a existir 3 grupos. Houve a possibilidade de o desfile do Grupo de acesso voltar a ser na Av. Jerônimo Monteiro, no Centro da capital ou como preliminar do desfile do Grupo Especial-B, fato que acabou não ocorrendo. No Carnaval 2016, foi extinto esse Grupo de Acesso (Terceiro Grupo), com as escolas desse sendo realocadas no grupo B.
Desde 2009, o desfile oficial organizado pela Lieses (Liga das Escolas de Samba do Espírito Santo) comporta 14 escolas de samba, 6 no Grupo Especial e 8 no Grupo de Acesso. Dessas, 9 agremiações são do próprio município de Vitória, 2 de Vila Velha, 2 de Serra e 1 de Cariacica.
Existem outras escolas que estavam inativas e tentaram retornar e outras que foram criadas e tentaram a filiação à liga.
Em 2006, Independentes de Eucalipto, que não desfilava desde 1992, solicitou participação nos desfiles, porém desistiu de desfilar por falta de recursos. Em 2011, foi fundada a Imperatriz do Samba, da cidade de Guarapari, com o intuito de representar a cidade no carnaval de Vitória, mas a mesma também desistiu, passando algum tempo depois a desfilar no carnaval de sua cidade. Em 2012, a Arco-Íris de Vila Velha, depois de 20 anos de inatividade volta a desfilar como convidada da LIESES, passando por uma avaliação, porém a liga não permitiu a afiliação alegando que a escola não havia sido bem avaliada. Em 2013, foi a vez da Acadêmicos da Grande Ilha, chegando a ter festa de lançamento, mas o projeto não foi a frente. Por outro lado, a Chega Mais (Vitória) que não desfilava desde 1992, foi avaliada nos carnavais de 2013 e 2014, tendo sua afiliação aceita. Daí em diante, algumas outras escolas foram sendo anunciadas como postulantes a filiação na liga, Acadêmicos da Barra (Vila Velha), Acadêmicos da Alegria (surgida do bloco Alegria de Barcelona, da Serra), a Mocidade Serrana (Serra), que não desfilava desde 1992, e a União Jovem de Itacibá (Cariacica), que chegou a realizar um desfile em 2016 no seu próprio bairro. Somente em 2016, uma nova escola, a Império de Fátima (Serra), fundada em 2014, foi autorizada a desfilar para avaliação e para ser aceita deveria fazer 2 desfiles bem avaliados. Porém apesar do primeiro bom desfile, a escola não teve a segunda oportunidade em 2017. Outras escolas querem ingressar no carnaval capixaba como a Acadêmicos da Grande Goiabeiras, de Goiabeiras, e a Acadêmicos da Grande Jacaraípe (Serra). Após o carnaval de 2017 foi criada a LIESGE (Liga das Escolas de Samba do Grupo Especial), ficando a LIESES responsável pelo Grupo A. O novo Grupo Especial contou com 7 escolas: as 5 primeiras colocadas de 2017, a campeã do Grupo A de 2017 e a escola que seria rebaixada em 2017 que foi convidada a continuar no Grupo Especial.
 

Em 2017, é anunciada a criação da Federação Capixaba das Escolas de Samba (Fecapes) por iniciativa de algumas dessas agremiações que estavam inativas e novas agremiações que tiveram sua filiação rejeitada pela Lieses. A ideia é promover um desfile alternativo ao da Lieses, que não possui regras claras e definidas para filiação. As escolas fundadoras da Fecapes são:

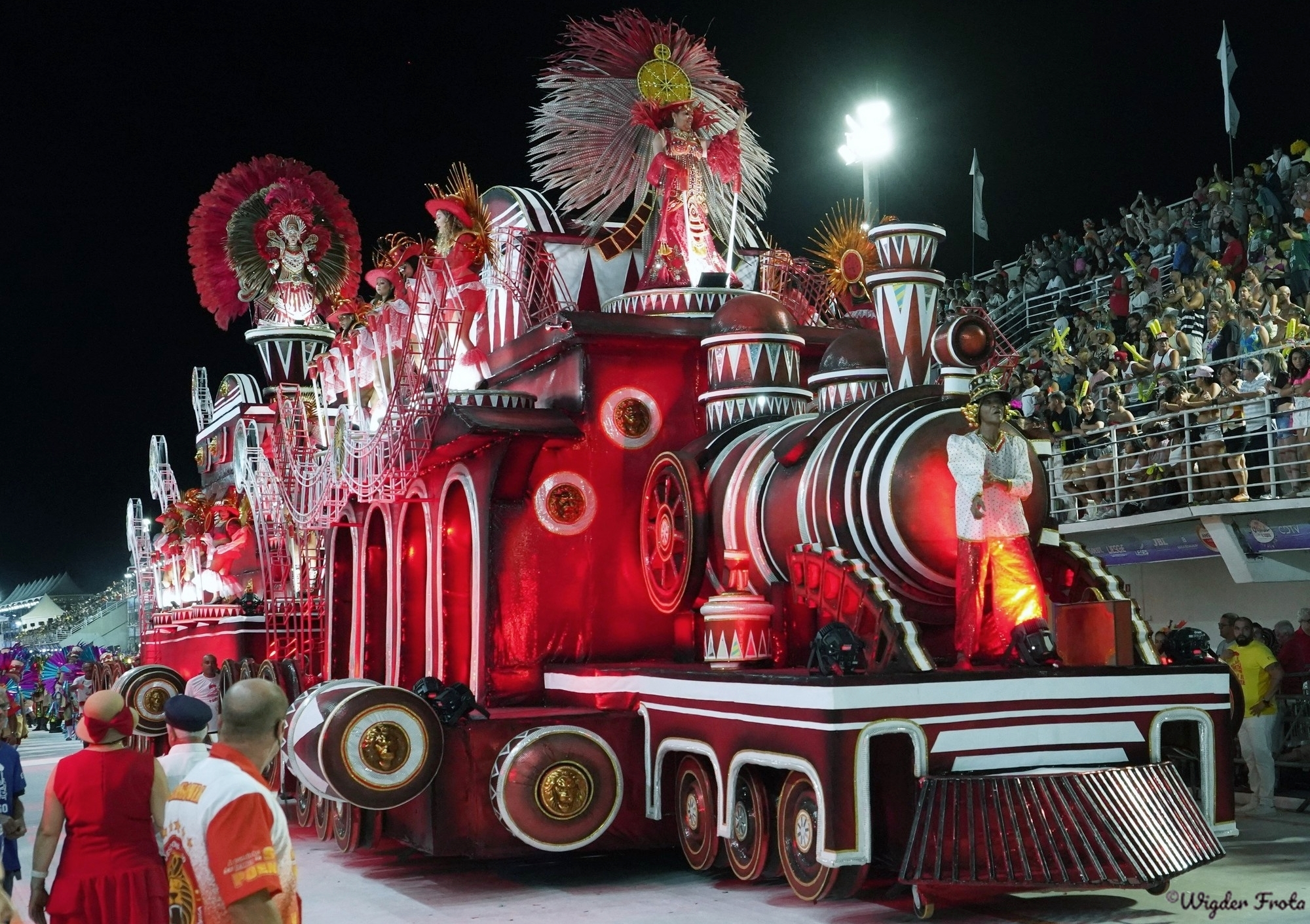
Carro abre-alas da Mocidade Unida da Glória, campeã do carnaval em 2023.

- Mocidade da Praia - Fundada como batucada em 1947 e que se transformou em escola de samba em 1971, sendo 2 vezes campeã do primeiro grupo em 1981 e 1984.
- União Jovem de Itacibá - Primeira escola de samba de Cariacica fundada em 1976 e 2 vezes vice-campeã do carnaval em 1980 e 1982, e perdendo o carnaval de 1981 por perder pontos em cronometragem
- Mocidade Serrana - Primeira escola do município da Serra, fundada em 1979, campeã no grupo 2 em 1989.
- Independentes de Eucalipto - Fundada como bloco em 1982, transformando-se em escola de samba em 1987, quando foi campeã do terceiro grupo.
- Império de Fátima - Escola novata, fundada em 2014, estreou em 2016 como convidada no desfile da Lieses, mas não teve a mesma oportunidade em 2017 como havia sido prometido.

Eventualmente, a FECAPES veio a ser extinta, dando lugar a LIGA-ES que também não durou muito. 
Atualmente as escolas do grupo especial são filiadas a LIESGE e as do grupo de acesso A e B são filiadas a LIESES. 
As Escolas de Samba que formam o Carnaval de Vitória atualmente são:
Grupo Especial (LIESGE)
|   | Escola                    | Cidade     | Titulos Grupo Especial |
| - | ------------------------- | ---------- | ---------------------- |
| 1 | Unidos da Piedade         | Vitória    | 14                     |
| 2 | Mocidade Unida da Glória  | Vila Velha | 10                     |
| 3 | Unidos de Jucutuquara     | Vitória    | 7                      |
| 4 | Novo Império              | Vitória    | 7                      |
| 5 | Independente de Boa Vista | Cariacica  | 7                      |
| 6 | Chegou O Que Faltava      | Vitória    | 0                      |
| 7 | Andaraí                   | Vitória    | 0                      |

Grupo A (LIESES)
| Escola                    | Cidade  | Títulos Grupo Especial |
| ------------------------- | ------- | ---------------------- |
| Mocidade da Praia         | Vitória | 2                      |
| Pega no Samba             | Vitória | 0                      |
| Imperatriz do Forte       | Vitória | 0                      |
| Império de Fátima         | Serra   | 0                      |
| Independente de Eucalipto | Vitória | 0                      |
| Rosas de Ouro             | Serra   | 0                      |
| Chega Mais                | Vitória | 0                      |

Grupo B (LIESES)
| Escola                        | Cidade     | Títulos Grupo Especial |
| ----------------------------- | ---------- | ---------------------- |
| Independente de São Torquanto | Vila Velha | 4                      |
| Mocidade Serrana              | Serra      | 0                      |
| Tradição Serrana              | Serra      | 0                      |
| União Jovem de Itacibá        | Cariacica  | 0                      |
| Unidos de Barreiros           | Vitória    | 0                      |

Escolas sem filiação atualmente
| Escola                         | Cidade     | Observação                                                 |
| ------------------------------ | ---------- | ---------------------------------------------------------- |
| Arco-Íris                      | Vila Velha | Fundada em 1979, desfilou como convidada da Lieses em 2012 |
| Acadêmicos da Grande Jacaraípe | Serra      | Fundada em 2016                                            |

Escolas fundadas que não chegaram a desfilar em Vitória
| Escola                    | Cidade     | Observação                                                                                            |
| ------------------------- | ---------- | --- |
| Imperatriz do Samba       | Guarapari  | Foi aceita como convidada em 2012, mas desistiu do desfile. Atualmente desfila na cidade de Guarapari |
| Alegria de Barcelona      | Serra      | Desfila como bloco em sua comunidade                                                                  |
| Acadêmicos da Grande Ilha | Vitória    | |
| Acadêmicos da Barra       | Vila Velha | |

## Carnaval de Rua
No carnaval de Vitória, não só existem desfile de escolas de samba, como também o Carnaval de Rua, com desfiles de bandas, blocos, trios elétricos e bailes de carnaval, sendo realizados nos dias oficiais de carnaval.
A maioria dos desfiles ocorrem na Avenida Marechal Mascarenhas de Moraes (Beira Mar), no Centro da capital, com cerca de 12 blocos, e acontecem no feriadão de carnaval. São eles: Bloco Subúrbio, Bloco Afro Kizomba, Maluco Beleza, Regional da Nair, Puta Bloco, Bloco Voador, Vai que Gama, Afro Coisas de Negres, Amigos da Onça, Galinha Preta, entre outros. O horário dos blocos variam de 8h até às 19h. À partir de 2024 a Prefeitura de Vitória implementou o Circuito da Folia, com trio elétrico levando os foliões do Centro até o Sambão do Povo, após os términos do blocos na Beira Mar.

## Família Real do Carnaval de Vitória
A corte do Carnaval de Vitória, também chamada de Família Real, trata-se de um concurso anual que elege uma equipe para representar o carnaval, geralmente, eles estão lá para abrir os desfiles, e sempre, representando uma escola tanto do grupo de acesso ou do grupo especial. Sendo compostas por Rei Momo, Rainha, 1ª e 2ª princesas, por um tempo, elegeram rainhas trans, mas devido a falta de pessoas concorrendo, em alguns anos a eleição de rainhas trans foi cancelado. A eleição funciona como a apuração do carnaval, existem alguns jurados que avaliarão alguns quesitos em cada concorrente, como carisma, samba no pé, alegria e espírito carnavalesco.
| Ano                                                                     | Rei Momo                                                     | Rainha do Carnaval                                    | 1ª Princesa                                            | 2ª Princesa                                       | Rainha Trans                                     | Ref.          |
| ----------------------------------------------------------------------- | ------------------------------------------------------------ | ----------------------------------------------------- | ------------------------------------------------------ | ------------------------------------------------- | ------------------------------------------------ | ------------- |
| 2020                                                                    | Augusto Ferrari Representando: Unidos de Jucutuquara         | Suelen Cecília Representando: Unidos de Jucutuquara   | Eduarda Lima Representando: Unidos de Jucutuquara      | Joyce Gonçalves Representando: Unidos da Piedade  | Melanie Jorden Primeira Rainha Trans do concurso | [ 11 ]        |
| A votação para corte de 2021 não ocorreu devido a pandemia da COVID-19. |                                                              |                                                       |                                                        |                                                   |                                                  |               |
| 2022                                                                    | Luiz Guilherme Monteiro Representando: Unidos de Jucutuquara | Mallú Santos Representando: Unidos de Jucutuquara     | Verônica Pimentel Representando: Novo Império          | Gabrielle Cristina Representando: Novo Império    | -                                                | [ 12 ] [ 13 ] |
| 2023                                                                    | Dyonata Lucas Representando: Mocidade Unida da Glória        | Pamela Silva Representando: Independente de Boa Vista | Ana Clara Bona Representando: Mocidade Unida da Glória | Sabriny Santos Representando: Novo Império        | Duda Silva Representando: Andaraí                | [ 14 ]        |
| 2024                                                                    | Luiz Guilherme Monteiro Representando: Unidos de Jucutuquara | Lohana Caitano Representando: Unidos da Piedade       | Enaile Carla Representando Chegou o Que Faltava        | Bruna Silva Representando: Unidos de Jucutuquara  | -                                                | [ 15 ]        |
| 2025                                                                    | Vini Sayos Representando: Novo Império                       | Luiza Monteiro Representando: Unidos de Jucutuquara   | Thais Cristine Representando: Chegou O Que Faltava     | Franciele dos Santos Representando: Pega no Samba | Scarlet Paz Representando: Novo Império          |               |

## Transmissão
A primeira emissora a transmitir o carnaval do Sambão do Povo foi a TVE ES , em 1983. Os desfiles de Vitória são exibidos regionalmente pela TVE, sendo que transmite em parceria com a Prefeitura de Vitória e a TV Gazeta
, na internet, além de que a afiliada da Rede Bandeirantes no Espírito Santo: TV Capixaba, também faz o mesmo. Na internet, o site SRZD transmitiu em 2012, os desfiles. Para 2013, a Band mostrou para todo o Brasil, o desfile capixaba, só no que se refere ao de sábado. Em 2014 a Band também mostrou para todo brasil os desfiles das escolas de samba ao vivo no sábado dia 22/02/2014. Em 2015 a Band exibiu pelo segundo ano consecutivo o desfile para todo o Brasil.
Em 2016 a Record News passa a transmitir os desfiles, sendo o Grupo de acesso somente para o ES e o Grupo Especial, em rede nacional.
Em 2017 não houve transmissão nacional, ficando a cargo apenas da Record News Espirito Santo e da TV Capixaba uma transmissão local apenas para o estado do Espirito Santo.
À partir de 2018 a TV Gazeta (afiliada da Rede Globo) comprou os direitos e a exclusividade, onde o desfile do Grupo A, passou a ser exibido no portal Gshow e só no sábado, com o desfile do Grupo Especial, pela TV aberta e portal G1. Com essa mudança, TVE, TV Capixaba e Record News ES perderam os direitos de transmissão. À partir de 2025 a TV Gazeta transmitiu pelo G1 e TV aberta tanto os desfiles do Grupo A como o do Grupo Especial.
Desde 2022 por motivo de força de Lei Estadual, a TVE (Emissora Estatal) pode transmitir o carnaval capixaba independente de contrato de exclusividade das ligas de escola de samba com alguma emissora de TV. Nesse mesmo ano algumas emissoras públicas ou educativas pelo país transmitiram a folia com o sinal da TVE capixaba, como por exemplo a TVE da Bahia. A TVE capixaba também disponibilizou a transmissão na íntegra no YouTube que foi apresentado pelo Ferreira Neto.
Desde 2023 a TV Brasil transmite em rede nacional o sinal da TVE Capixaba com o desfiles do grupo especial para todos Brasil. 
1. ↑  http://www.folhavitoria.com.br/site/?target=coluna&cid=34&pagina=1&post=1977
2. ↑  G1-ES (5 de fevereiro de 2013). «Todas as escolas do carnaval capixaba são penalizadas, diz Lieses». 11:48. Consultado em 7 de março de 2013
3. ↑  Capixabão (20 de março de 2013). «Grupo de acesso deve voltar para a Jerônimo Monteiro». Consultado em 14 de abril de 2013
4. ↑  VIVA SAMBA. «GRUPO DE ACESSO NA QUINTA OU NO DOMINGO?». Consultado em 3 de maio de 2010
5. ↑  «Escola de samba Arco Íris faz aniversario e quer voltar»
6. ↑  «Novas escolas na fila para o desfile»
7. ↑  «mais uma escola de samba decide voltar a desfilar»
8. ↑  «Nova Liga do carnaval Capixaba coloca escola rebaixada no Grupo Especial - Carnavalesco». Carnavalesco. 17 de maio de 2017
9. 1 2 3  «ESHOJE». eshoje.sites.fiveedit.com.br. Consultado em 5 de maio de 2017
10. 1 2  «Escolas de sambas históricas se organizam para desfilar no Carnaval Capixaba em 2018». Folha Vitória. 16 de fevereiro de 2017
11. ↑  Samba, Viva (16 de janeiro de 2020). «Conheça a Família Real do Carnaval de Vitória 2020». Viva Samba. Consultado em 15 de janeiro de 2024
12. ↑  «Conheça os integrantes da Família Real dos Desfiles do Carnaval de Vitória 2022». Sim Notícias. 29 de dezembro de 2021. Consultado em 15 de janeiro de 2024
13. ↑  Online, Tribuna (30 de dezembro de 2021). «Eleita a Família Real do Carnaval». Tribuna Online | Seu portal de Notícias. Consultado em 15 de janeiro de 2024
14. ↑  Online, Tribuna (2 de dezembro de 2022). «Carnaval 2023 já tem nova família real». Tribuna Online | Seu portal de Notícias. Consultado em 15 de janeiro de 2024
15. ↑  «Família Real do Carnaval de Vitória 2024 é escolhida; conheça os integrantes». G1. 4 de dezembro de 2023. Consultado em 15 de janeiro de 2024
16. ↑  Esteves, Juliana (28 de março de 2022). «Carnaval é na TVE ES: historicamente, a primeira na avenida!». https://www.es.gov.br/. Consultado em 8 de maio de 2022
17. ↑  Gazeta Online (10 de fevereiro de 2012). «TVE e Gazeta Online ao vivo na transmissão dos desfiles das escolas de samba. Assista!». 01h07. Consultado em 2 de dezembro de 2012
18. ↑  www.vivasamba.com.br/noticias/noticia1001.htm
19. ↑  «Teo José vai comandar o Carnaval de Vitória (ES)». Band. 1 de fevereiro de 2015. Consultado em 29 de janeiro de 2016
20. ↑  G1 (1 de fevereiro de 2018). «Carnaval 2018: G1 faz guia do desfile das escolas de samba do ES». Consultado em 3 de fevereiro de 2018
21. ↑  «TV Brasil abre programação de Carnaval com desfile capixaba | TV Brasil | Cultura». TV Brasil. 9 de fevereiro de 2023. Consultado em 12 de fevereiro de 2023
22. ↑  PRODEST; ES, Portal. «Carnaval capixaba em rede nacional». Portal ES. Consultado em 12 de fevereiro de 2023